# Josef Tvrdý

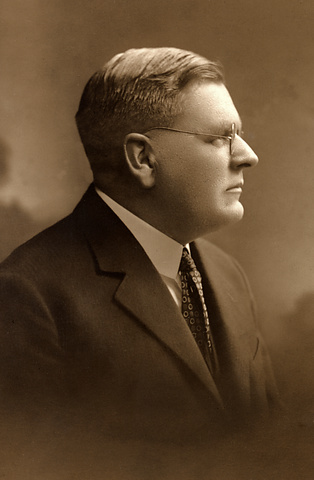
Josef Tvrdý (1877–1942)

Josef Tvrdý (19. September 1877 in Tuř u Jičína – 13. März 1942 im KZ Mauthausen) war ein tschechoslowakischer Professor für Philosophie und Psychologie.

## Leben
1896 schloss er das Gymnasium in Jičín ab. Danach studierte er an der Philosophischen Fakultät der Karlsuniversität Altphilologie, Philosophie und Französisch. Nach der Beendigung des Studiums 1901 wurde er Lehrer an einem Gymnasium in Vyškově. In dieser Zeit wurde er aktives Mitglied der Česká strana státoprávně pokroková (Tschechische staatsrechtlich-fortschrittliche Partei) und er wurde Mitglied des Sokol (1906). Ab 1914 wechselt er an ein Gymnasium nach Brünn, begann seine Lehrtätigkeit dort aber erst 1918 – aufgrund des Ersten Weltkrieges, in dem er als Offizier der Gesundheitsdienste tätig war. 1920 promovierte er in Philosophie, zwei Jahre später erfolgte seine Habilitation. 1927 wurde er Außerordentlicher Professor an der Comenius-Universität in Bratislava. 1930 wurde er zum Ordentlichen Professor für Systematische Philosophie ernannt. 1932/1933 war er Dekan. Er lehrte gleichzeitig auch in der Masaryk-Universität in Brünn und war von 1931 bis 1939 Leiter der Staatlichen Pädagogischen Akademie. 1938 erhält er eine Professur an der Masaryk-Universität und beendete seine Lehrtätigkeit an der Comenius-Universität.
Im Dezember 1941 wurde er von der Gestapo verhaftet und im Kounicovy koleje, einem Gebäude, das ursprünglich ein Studentenwohnheim war und seit 1940 als Gestapo-Gefängnis und Hinrichtungsstätte diente, eingesperrt. Er wurde ins KZ Mauthausen deportiert und erhielt dort die Nummer 1218. Auf seinem Totenschein wurde der 13. Mai 1942 als Todesdatum vermerkt.
Josef Tvrdý war Mitglied der Königlichen böhmischen Gesellschaft der Wissenschaften (Královská česká společnost nauk), der Tschechischen Akademie der Wissenschaften und Künste, des Tschechoslowakischen Nationalrats für wissenschaftliche Untersuchung (Československá národní rada badatelská), der Gelehrtengesellschaft Šafaříkova, der tschechoslowakischen Turnbewegung Sokol Brno III und des Philosophischen Bundes.

## Ehrungen
- Gedenkmedaille der Comenius-Universität, 1933
- Tschechoslowakisches Kriegskreuz 1939, posthum 1945
- Am 25. September 1946 wurde die Ulice Rückertova in Ulice Tvrdého umbenannt
- Medaille des Zweiten Nationalen Widerstandes, posthum 1951

## Gedenken

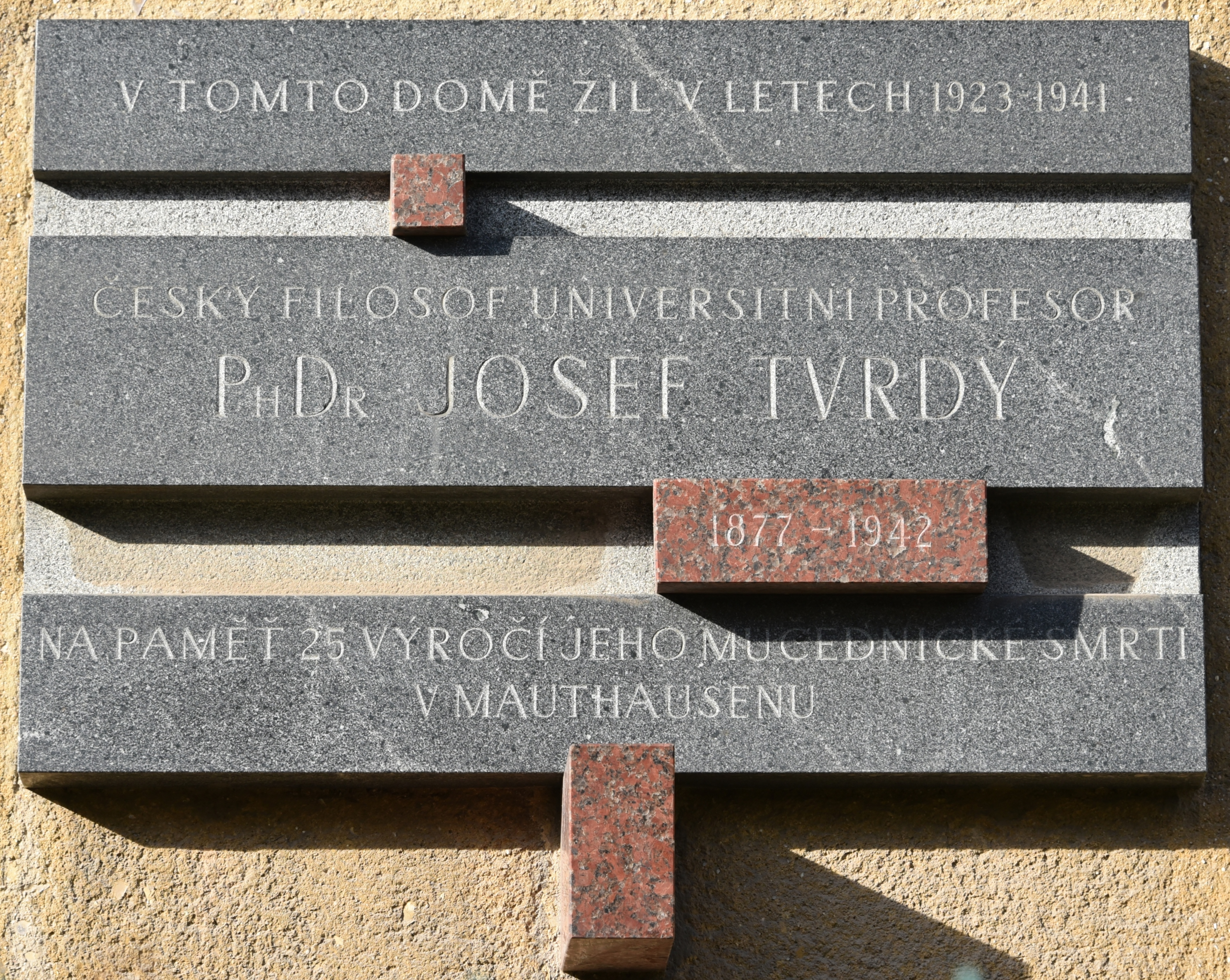
Gedenktafel an seinem ehemaligen Wohnhaus

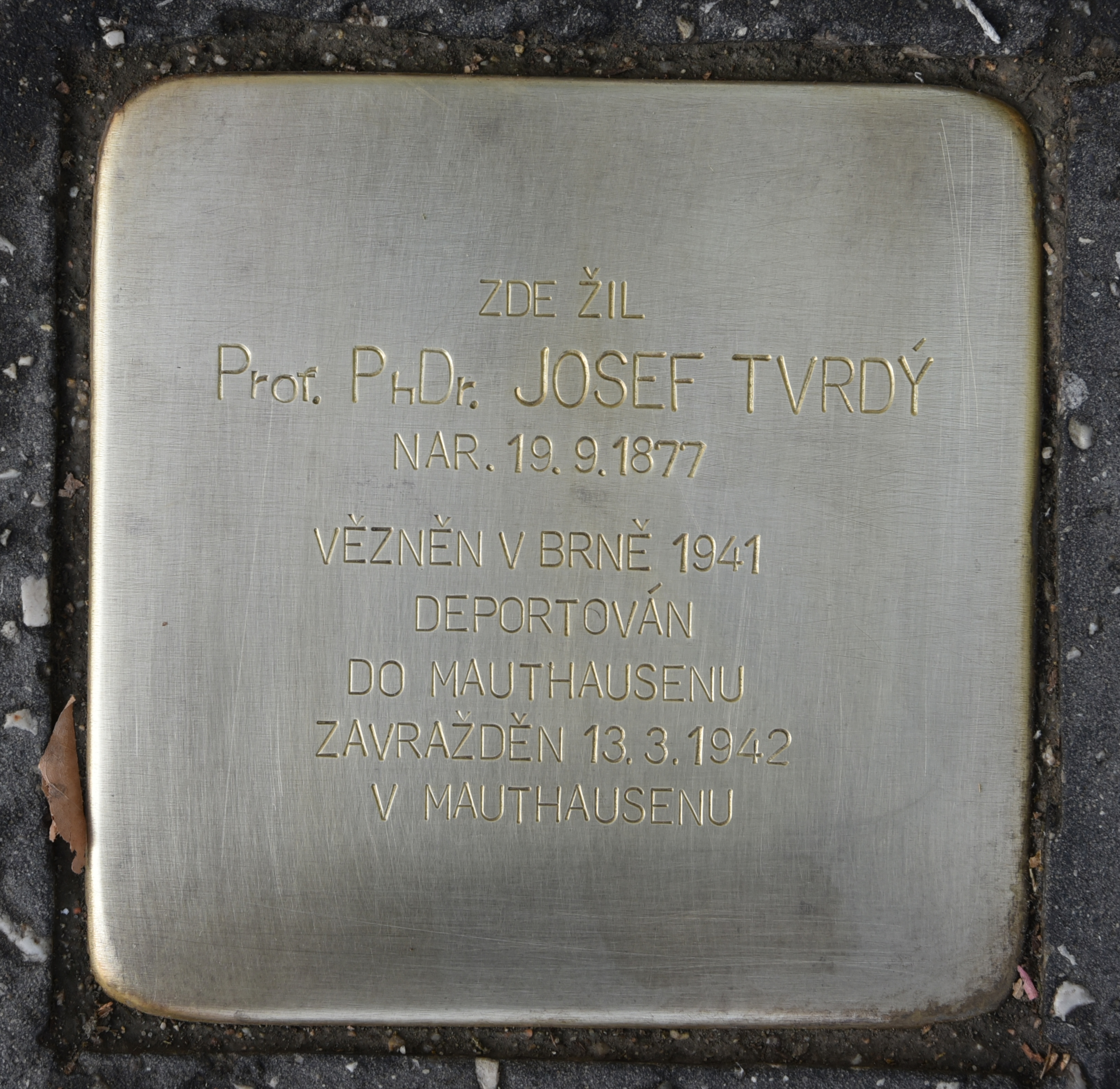
Gedenkstein

- 1947 erfolgte die Einweihung einer Gedenktafel für die Opfer des Zweiten Weltkrieges aus den Reihen der Lehrer und Studenten der Fakultät der Künste an der Masaryk-Universität. Auf dieser wird seiner namentlich gedacht.
- 1967 erfolgte die Einweihung einer Gedenktafel an seinem ehemaligen Wohnhaus in der Ulice Tvrdého.

- Am 10. September 2015 erfolgte in Brünn die Verlegung eines Gedenksteines vor seinem ehemaligen Wohnhaus in der Tvrdého 8/564 mit folgender Inschrift (rechts die Übersetzung):

| ZDE ŽIL Prof. PhDr. JOSEF TVRDÝ NAR.19.9.1877 VĚZNĚN V BRNĚ 1941 DEPORTOVÁN DO MAUTHAUSENU ZAVRAŽDĚN 13.3.1942 V MAUTHAUSENU | HIER LEBTE Prof. PhDr. JOSEF TVRDÝ GEB. 19.9.1877 FESTGENOMMEN IN BRÜNN 1941 DEPORTIERT NACH MAUTHAUSEN ERMORDET 13.3.1942 IN MAUTHAUSEN |

## Veröffentlichungen (Auswahl)
- Filosofie náboženství (Philosophie der Religion), 1921
- Vývoj filosofického myšlení evropského (Die Entwicklung des europäischen Denkens), 1923
- Problém skutečnosti u Davida Huma a jeho význam v dějinách filosofie (Das wirkliche Problem mit David Hume und seine Bedeutung in der Geschichte der Philosophie), 1925
- Moderní proudy ve filosofii (Moderne Strömungen in der Philosophie), 1925
- Úvod do filosofie (Einführung in die Philosophie), 1926
- Teorie pravdy (Theorie der Wahrheit), 1929
- Logika (Logik), 1937
- Názory o hrdinství v životě společenském (Meinungen über Heltentum im gesellschaftlichen Leben), 1940
- Nová renaissance (Neue Renaissance), 1942